# Midnight, the stars and you

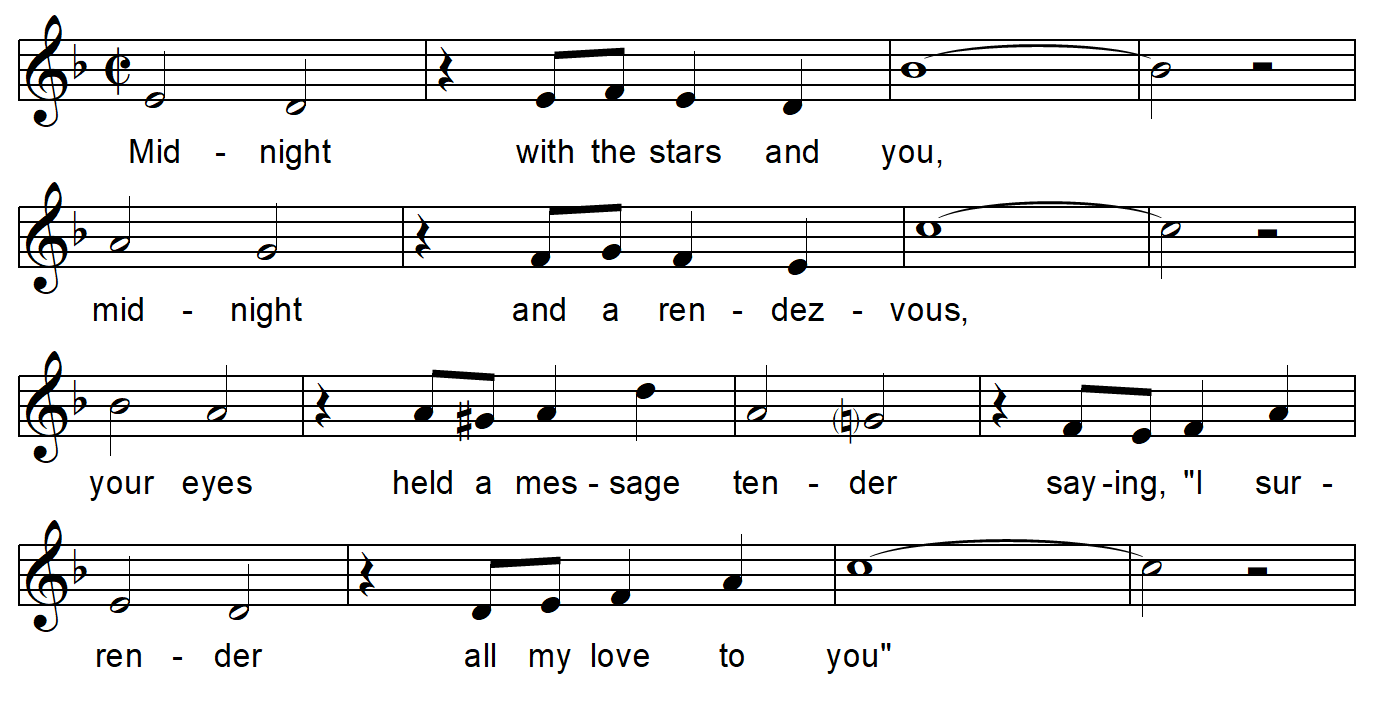
Песня 'Midnight, the stars and you' (1934; фрагмент)

Midnight, the stars and you (инципит текста: Midnight with the stars and you) — популярная песня, написанная в 1934 году американским композитором Гарри Вудсом на стихи Джимми Кэмпбелла и Рэга Коннелли.

## Краткая характеристика
Вудс в 1934–1936 гг. жил в Лондоне и работал на местной киностудии. В начале 1934 года он написал песню в жанре медленного фокстрота на текст — в строфической форме (без рефрена). Впервые песня была записана в Лондоне 16.2.1934 оркестром Рэя Ноубла и певцом Элом Боулли, стала хитом первого и второго, снискала большую популярность в Великобритании и в США. Помимо Ноубла / Боулли песню в 1934 году записали ещё 5 раз: британские эстрадные оркестры Роя Фокса (запись 9.3.1934), Гарри Лидера (запись 17.3.1934) и Фреда Хартли (Decca F3916), британский певец Морис Элвин (Rex 8132-B), а также американский оркестр Хэла Кемпа (запись 14.12.1934).
После войны музыка была забыта, но возродилась с новой силой после того как её использовал Стэнли Кубрик в культовом фильме ужасов «Сияние» (1980). Песня в исполнении Боулли и оркестра Ноубла звучит дважды, в эпилоге — на фоне старой групповой фотографии в бальном зале отеля. При этом неважно, что фото датируется 1921 г., а песня сочинена в 1934 г., – важна отсылка к некоему безвозвратно ушедшему «прекрасному времени». С 1981 года и поныне музыку «Midnight, the stars and you» включают в художественные и телефильмы и даже в мультфильмы, а в британском телесериале Хью Лори «Why Didn't They Ask Evans?» (2022) она звучит (в исполнении Боулли и Ноубла) даже несколько раз. Возможно, имеет значение факт: детектив Агаты Кристи, по которому снят сериал, напечатан в 1934 году — в том же, когда была сделана используемая звукозапись.